# Arnee
Arnee (in greco antico: Ἀρνεαί?, Arneai, in latino Arneae) era una città del periodo classico e bizantino sita nella regione storica della Licia in Asia Minore:  essa si trovava nel sud-ovest dell'attuale Turchia vicino all'odierna cittadina di Ernez.
La città è menzionata solo in alcune fonti scritte. Numerose iscrizioni, tuttavia, permettono di capirne la storia. Arnee era il sobborgo di una sympoliteia di insediamenti vicini della Licia. Essa era sotto l'influenza della vicina Myra. Sotto Gordiano III Arnee batteva moneta propria. Nella tarda antichità, la città era sede di un vescovo che era subordinato al Metropolita di Myra. Il vescovato titolare di Arnee della Chiesa cattolica romana risale alla diocesi.
I resti della città risalgono principalmente al primo periodo bizantino: tra questi ci sono la cinta muraria ben conservata con torri e due porte, e due chiese all'interno della città. Un'altra chiesa si trovava a ovest, fuori dalle mura della città. Tutte e tre erano basiliche a tre navate con un'abside rotonda rivolta a est la quale ospitava l'altare. Nella terza chiesa, di cui sono sopravvissuti solo pochi resti delle fondazioni, dalla parete sud orientale è emerso un insolito ulteriore abside a pianta rotonda: esso era probabilmente la tomba del fondatore.